# سيلكوود (فلم)
سيلكوود فيلم أمريكي من إنتاج سنة 1983 ومن بطولة الممثلة ميرل ستريب، يتكلم عن قصة واقعية لسيدة اسمها كارين سيلكوود وهي مهندسة تقنية لدى محطة نوويه وناشطة في حزب.

## وصلات خارجية
- سيلكوود على موقع IMDb (الإنجليزية)
- سيلكوود على موقع ميتاكريتيك (الإنجليزية)
- سيلكوود على موقع الموسوعة البريطانية (الإنجليزية)
- سيلكوود على موقع روتن توميتوز (الإنجليزية)
- سيلكوود على موقع نتفليكس (الإنجليزية)
- سيلكوود على موقع قاعدة بيانات الأفلام العربية
- سيلكوود على موقع ألو سيني (الفرنسية)
- سيلكوود على موقع Turner Classic Movies (الإنجليزية)
- سيلكوود على موقع أول موفي (الإنجليزية)
- سيلكوود على موقع بوكس أوفيس موجو (الإنجليزية)

1. 1 2  وصلة مرجع: http://www.imdb.com/title/tt0086312/. الوصول: 16 أبريل 2016.
2. 1 2 3 4 5 6  وصلة مرجع: http://www.adorocinema.com/filmes/filme-37333/. الوصول: 16 أبريل 2016.
3. 1 2 3 4  وصلة مرجع: http://www.fotogramas.es/Peliculas/Silkwood. الوصول: 16 أبريل 2016.
4. ↑  وصلة مرجع: https://www.zweitausendeins.de/filmlexikon/?sucheNach=titel&wert=39871.
5. 1 2  Australian Classification ID: silkwood-0.
6. 1 2 3  وصلة مرجع: http://www.interfilmes.com/filme_21533_Silkwood.O.Retrato.de.uma.Coragem-(Silkwood).html. الوصول: 16 أبريل 2016.
7. 1 2 3 4  وصلة مرجع: http://www.allocine.fr/film/fichefilm_gen_cfilm=37333.html. الوصول: 16 أبريل 2016.
8. 1 2 3 4 5 6  وصلة مرجع: http://www.criticalia.com/pelicula/silkwood. الوصول: 16 أبريل 2016.
9. 1 2 3 4 5 6 7 8 9 10 11 12 13  وصلة مرجع: http://www.imdb.com/title/tt0086312/fullcredits. الوصول: 16 أبريل 2016.
10. 1 2 3 4 5  مذكور في: قاعدة بيانات الأفلام التشيكية السلوفاكية. لغة العمل أو لغة الاسم: التشيكية. تاريخ النشر: 2001.